# Pupilla pratensis
Pupilla pratensis is een slakkensoort uit de familie van de Pupillidae. De wetenschappelijke naam van de soort is voor het eerst geldig gepubliceerd in 1871 door Clessin.
De soort komt voornamelijk voor in Polen en Scandinavië, maar werd ook al aangetroffen op het Britse Black Isle.